# Yanzhou
Yanzhou, tidigare romaniserat Yenchow, är en stad på häradsnivå som lyder under Jinings stad på prefekturnivå i Shandong-provinsen i norra Kina. DEn ligger omkring 120 kilometer söder om provinshuvudstaden Jinan. 

## Källa
1. ↑  ”worldpostmarks.net”. Arkiverad från originalet den 2 januari 2015. https://web.archive.org/web/20150102101710/http://worldpostmarks.net/HTML%20Countries/china.htm. Läst 16 november 2014.